# The Intrigue
Pour plus de détails, voir Fiche technique et Distribution.
The Intrigue est un film muet américain réalisé par Frank Lloyd et sorti en 1916.

## Synopsis
Des espions de divers puissances mondiales se disputent le contrôle d'un rayon de la mort pendant la Première Guerre mondiale.

## Fiche technique
- Titre : The Intrigue
- Réalisation : Frank Lloyd
- Scénario : Julia Crawford Ivers
- Chef opérateur : James Van Trees
- Production : Pallas Pictures
- Distribution : Famous Players-Lasky Corporation
- Genre : Film dramatique
- Durée : 50 minutes
- Date de sortie :
  - États-Unis : 9 octobre 1916

## Distribution
- Lenore Ulric : Comtesse Sonia Varnli
- Cecil Van Auker : Guy Longstreet
- Howard Davies : Baron Rogniat
- Florence Vidor : la prétendue comtesse Sonia
- Paul Weigel : l'attaché du baron
- Herbert Standing : l'Empereur
- Dustin Farnum
- Winifred Kingston
- King Vidor